# 張後胤
张后胤（?—?），字嗣宗，苏州昆山县（今江苏省昆山市）人，唐朝政治人物。
张后胤高祖父張緒，南齐吏部尚书；曾祖父张充，南梁尚书左仆射；祖父张僧绍，南梁零陵郡太守；父亲张冲，南陈国子博士，入隋朝为汉王杨谅并州博士。张后胤跟随父亲在并州，以学问品行著称。当时李渊镇守太原，于是请他为宾客。李世民跟着他学《春秋左氏传》。义宁初年，为齐王文学，封新野县公。武德年间，擢升为员外散骑侍郎，赐宅一处。李世民即位为唐太宗，任命他为燕王谘议参军。跟随燕王（罗艺）入朝，被召见。
李世民在太原时，曾经问他：“隋运将终，何姓当得天下？”他回答：“李姓必得。唐公家德行事业，天下归心，如果顺天而动，黄河以北，挥指可定。然后长驱关右，帝业可成。”这时他表示是微臣早识天命。太宗说：“此事未始敢忘”，于是下诏赐宴月池，太宗问他：“现在的弟子怎么样？”张后胤回答："昔日孔子门人三千，显达者也没有子男的爵位。臣辅助了一个人，就成为万乘之主，计臣之功，已经朝过先圣。"太宗为他大笑，令群臣以《春秋》辩难对答。太宗说：“朕昔日跟随你学习道理，至今受益。”张后胤顿首拜谢：“陛下是生而知之，臣叨天功作为己力，是罪过啊。”太宗赐他良马五匹，拜燕王府司马。不久出为睦州刺史，请求退休，太宗见他身体强壮，为他想当什么官，他陈说不敢。太宗说：“朕从卿受经，卿从朕求官，有什么疑虑呢？”后胤顿首，愿为国子祭酒，于是被任命。转任散骑常侍。永徽年间，致仕，加金紫光禄大夫，朝朔望，给赐并同职事官，禄赐警卫如旧。八十三岁去世，赠礼部尚书，谥康，陪葬昭陵。其子张律师，官至雍州长史。张律师之子张义方，字仪，官至邢滑苏汉等州刺史。张义方之子张齐丘，历任监察御史、朔方节度使，官至东都留守，谥贞献。张齐丘之子张镒德宗相。
其孫是盛唐草聖 張旭 (后胤-震-旭)